# Vlag van Ledegem
De vlag van Ledegem werd door de gemeenteraad op 3 december 1981 officieel vastgesteld als de gemeentelijke vlag van de West-Vlaamse gemeente Ledegem. Op 5 maart 1985 werd hij door het Bestuur van Vlaanderen bevestigd en uiteindelijk gepubliceerd op 8 juli 1986 in het officiële Belgisch Staatsblad.
Officieel wordt de vlag beschreven als:
Gevierendeeld 1. zwart met een gele bijl 2. wit met een rode keper vergezeld van drie zwarte mereltjes 3. wit met drie groene graszoden 4. rood met een geel schuinkruis.
De vlag is volledig gebaseerd op het gemeentewapen en ziet er dus helemaal hetzelfde uit.

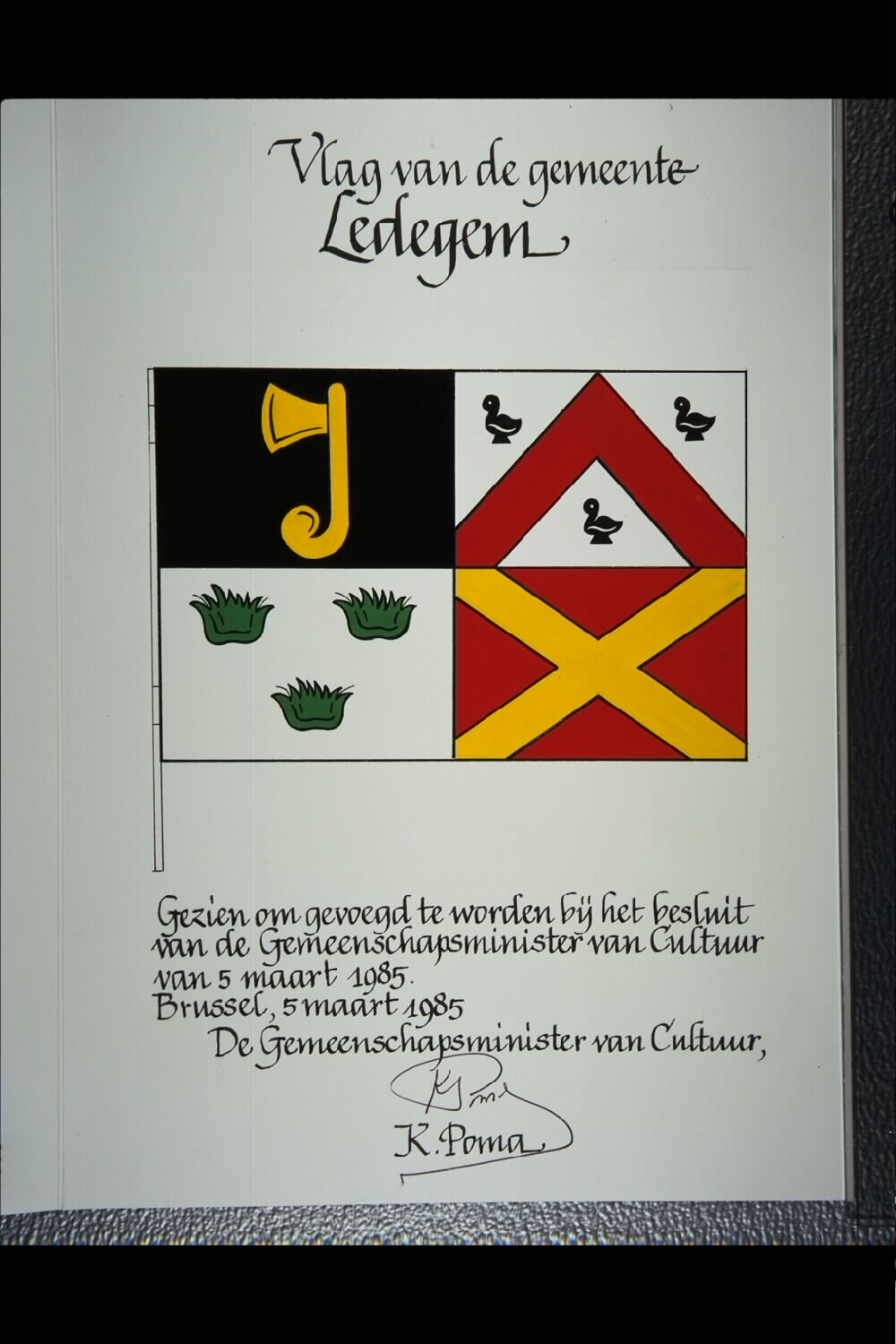
Ontwerp vlag getekend door Karel Poma